# Championnat d'Espagne masculin de handball 2023-2024
Navigation
Liga ASOBAL 2022-2023 Liga ASOBAL 2024-2025
Le Championnat d'Espagne masculin de handball 2023-2024 est la soixante-et-treizième édition de cette compétition.
Le FC Barcelone remporte son 31e titre ainsi que, comme lors des saisons précédentes, toutes les compétitions nationales auquel il est engagé (Coupe du Roi, Coupe ASOBAL, Supercoupe ibérique ainsi que sa douzième Ligue des champions.
Le Bidasoa Irún termine à la deuxième place et devance le Granollers. En bas de tableau, le BM Sinfín et CB Puerto Sagunto sont relégués à l'étage inférieur.

## Présentation

### Modalités
Les seize meilleurs clubs d'Espagne s'affrontent en matchs aller-retour du 6 septembre 2023 au 25 mai 2024.
Le club classé premier à l'issue des 30 journées est sacré champion d'Espagne et se qualifie pour la Ligue des champions. Les deux derniers sont relégués en deuxième division et sont remplacés par deux clubs promus.

## Compétition

### Classement
|    | Équipe                          | Pts | J  | G  | N | P  | Bp   | Bc  | Diff |
| -- | ------------------------------- | --- | -- | -- | - | -- | ---- | --- | ---- |
| 1  | FC Barcelone T S C L            | 59  | 30 | 29 | 1 | 0  | 1161 | 772 | 389  |
| 2  | CD Bidasoa Irun                 | 43  | 30 | 20 | 3 | 7  | 935  | 815 | 120  |
| 3  | BM Granollers                   | 42  | 30 | 18 | 6 | 6  | 960  | 887 | 73   |
| 4  | CB Logroño La Rioja             | 40  | 30 | 19 | 2 | 9  | 925  | 876 | 49   |
| 5  | CB Ademar León                  | 34  | 30 | 14 | 6 | 10 | 964  | 906 | 58   |
| 6  | BM Nava (en) P                  | 33  | 30 | 14 | 5 | 11 | 902  | 934 | -32  |
| 7  | Atlético Valladolid             | 31  | 30 | 15 | 1 | 14 | 900  | 910 | -10  |
| 8  | BM Huesca                       | 30  | 30 | 13 | 4 | 13 | 909  | 948 | -39  |
| 9  | Helvetia Anaitasuna             | 30  | 30 | 14 | 2 | 14 | 885  | 920 | -35  |
| 10 | CB Benidorm                     | 25  | 30 | 9  | 7 | 14 | 877  | 894 | -17  |
| 11 | BM Torrelavega (es)             | 25  | 30 | 12 | 1 | 17 | 897  | 933 | -36  |
| 12 | CB Puente Genil                 | 25  | 30 | 11 | 3 | 16 | 834  | 871 | -37  |
| 13 | BM Ciudad Encantada Cuenca      | 25  | 30 | 11 | 3 | 16 | 861  | 902 | -41  |
| 14 | Frigoríficos del Morrazo Cangas | 8   | 30 | 8  | 8 | 14 | 885  | 954 | -69  |
| 15 | BM Sinfín                       | 8   | 30 | 2  | 4 | 24 | 810  | 994 | -184 |
| 16 | CB Puerto Sagunto               | 6   | 30 | 2  | 2 | 26 | 784  | 973 | -189 |

Ligue des champions
- Champion et qualifié

Ligue européenne
- Qualifié
- Invité

Relégation en División de Honor Plata
- Barrage de relégation
- Relégué

Classement officiel
Abréviations
- T : Tenant du titre 2023
- P : Promus de División de Honor Plata
- C : Vainqueur de la Coupe du Roi
- L : Vainqueur de la Coupe ASOBAL
- S : Vainqueur de la Supercoupe ibérique

### Barrage de relégation
| Date aller          | Équipe 1  | Score   | Score   | Score  | Équipe 1                        | Date retour        |
| Date aller          | Équipe 1  | Aller   | Total   | Retour | Équipe 1                        | Date retour        |
| ------------------- | --------- | ------- | ------- | ------ | ------------------------------- | ------------------ |
| 05/06/2024, 20 h 30 | CD Burgos | 30 - 42 | 68 - 79 | 38 -37 | Frigoríficos del Morrazo Cangas | 8/06/2024, 18 h 00 |

Le Frigoríficos del Morrazo Cangas est maintenu et le CD Burgos reste en D2.

## Statistiques et récompenses

### Récompenses
À l'issue du championnat d'Espagne, une nouvelle fois dominé par le FC Barcelone qui a remporté tous les titres nationaux, l'équipe-type de la saison est :
| Poste           | Joueur                  | Équipe          |
| --------------- | ----------------------- | --------------- |
| Meilleur joueur | Carlos Álvarez (de)     | CB Ademar León  |
| Gardien de but  | Gonzalo Pérez de Vargas | FC Barcelone    |
| Ailier gauche   | Adrián Casqueiro        | CB Ademar León  |
| Arrière gauche  | Antonio García          | BM Granollers   |
| Demi-centre     | Nacho Vallés            | CB Benidorm     |
| Arrière droit   | Dika Mem                | FC Barcelone    |
| Ailier droit    | Carlos Álvarez (de)     | CB Ademar León  |
| Pivot           | Esteban Salinas         | CD Bidasoa Irun |
| Défenseur       | Thiagus dos Santos      | FC Barcelone    |
| Entraîneur      | Antonio Rama            | BM Granollers   |
| Espoir          | Petar Cikusa            | FC Barcelone    |

### Statistiques
Les meilleurs buteurs sont :
| #  | Joueur              | Club                             | Buts | MJ | Moy  |
| -- | ------------------- | -------------------------------- | ---- | -- | ---- |
| 1  | Carlos Álvarez (de) | CB Ademar León                   | 200  | 30 | 6,67 |
| 2  | Juan Castro Álvarez | CB Ademar León                   | 165  | 29 | 5,69 |
| 3  | David Cadarso       | BM Logroño La Rioja              | 163  | 30 | 5,43 |
| 4  | Nacho Vallés        | CB Benidorm                      | 162  | 30 | 5,4  |
| 5  | Rodrigo Benites     | Bada Huesca                      | 156  | 30 | 5,2  |
| 6  | Adrián Nolasco      | CB Puerto Sagunto                | 153  | 30 | 5,1  |
| 7  | Ramiro Martínez     | TM Benidorm                      | 151  | 30 | 5,03 |
| 8  | Federico Pizarro    | Balonmano Cuenca                 | 148  | 27 | 5,48 |
| 9  | Melvyn Richardson   | FC Barcelone                     | 145  | 28 | 5,18 |
| 10 | Mario Dorado        | Frigoríficos del Morrazo Cangas' | 144  | 30 | 4,8  |

## Bilan de la saison
| Tableau d'honneur de la saison 2023-2024 |                                |                               |
| Compétition                              | Vainqueur                      | Commentaire                   |
| Championnat d'Espagne                    | FC Barcelone                   | 31e titre                     |
| Coupe du Roi                             | FC Barcelone                   | 26e titre                     |
| Coupe ASOBAL                             | FC Barcelone                   | 19e titre                     |
| Supercoupe ibérique                      | FC Barcelone                   | 2e titre                      |
| Bilan en coupes d'Europe 2023-2024       |                                |                               |
| Compétition                              | Qualifiés                      | Commentaire                   |
| Ligue des champions                      | FC Barcelone                   | Vainqueur                     |
| Ligue européenne                         | BM Ciudad Encantada Cuenca     | Tour préliminaire             |
| Ligue européenne                         | CB Ciudad de Logroño           | Tour préliminaire             |
| Ligue européenne                         | BM Granollers                  | Tour de qualification         |
| Qualifications européennes 2024-2025     |                                |                               |
| Compétition                              | Qualifiés                      | Commentaire                   |
| Ligue des champions                      | FC Barcelone                   | Champion d'Espagne            |
| Ligue européenne                         | CD Bidasoa Irun                | Deuxième du championnat       |
| Ligue européenne                         | BM Granollers                  | Troisième du championnat      |
| Ligue européenne                         | BM Torrelavega (es)            | Finaliste de la Coupe du Roi  |
| Ligue européenne                         | CB Ademar León                 | Cinquième du championnat ?    |
| Promotions et relégations                |                                |                               |
| Relégués en Division 2                   | BM Sinfín                      | Après 3 saison en Liga ASOBAL |
| Relégués en Division 2                   | CB Puerto Sagunto              | Après 1 saison en Liga ASOBAL |
| Promus de Division 2                     | ADC Guadalajara                | Champion                      |
| Promus de Division 2                     | Club Balonmano Villa de Aranda | Vainqueur des play-offs       |